# Upplands runinskrifter 867
Upplands runinskrifter 867 är en runsten som står i Gryta socken i Örsundsbro, Hagunda härad, Uppland. Stenens höjd är 1,80 meter och dess bredd 1,47 meter.

## Inskriften
Translitterering av runraden:
+ þialfi + kiarþi + bro + at bulu + totuʀ sina + ali + ok + ola[ifr + l]itu hakua + at + þialfa + faþur sin + ika + at + uer sin + kuþ + liti + sal þaira
Normalisering till runsvenska:
Þialfi gærði bro at Bollu, dottur sina. Ali/Alli ok Olæifʀ letu haggva at Þialfa, faður sinn, Inga at ver sinn. Guð letti sal þæiʀa.
Översättning till nusvenska:
Tjälve gjorde bron efter Bolla sin dotter. Ale (eller Alle) och Olev lät hugga efter Tjälve sin fader, Inga efter sin man. Gud give lättnad åt deras själar.

## Historia
I juni 1975 meddelade styresmannen Olof Cederlöf, ägare till Gryta gård, till Runverket, att ett sedan länge saknat fragment av runstenen U 867 Gryta, hade återfunnits vid en jordbunden stenpackning. Möjligen är denna packning rester av den bro som står omnämnd på runstenen. Oskar Lundberg och Jöran Sahlgren räknar med att en del av den gamla Eriksgatan har sträckt sig från Husby, öster om Gryta, till Örsundsbro.
Stenen är rest 200 meter norr om sin ursprungliga plats. Den flyttades till sin nuvarande plats 1932 och det återfunna fragmentet inpassades 1976.